# Ronda (jogo de cartas)
A ronda é um jogo de origem mediterrânea, muito popular na Espanha, na França e no Norte da África (especialmente em Marrocos). É jogado de 2 a 4 jogadores com baralho italiano ou espanhol.

## Objetivo do jogo
O objetivo deste jogo é marcar 41 pontos nas várias rodadas (exceto na primeira rodada ganha por quem acumulou um determinado número de cartas). É possível acumular pontos através do cartas capturadas e dos anúncios. No final da rondada o jogador irá calcular a sua pontuação contando o valor das cartas obtidas na sua pilha de cartas e através dos anúncios.

## Distribuição das cartas
O carteador é decidido em cada partida; 3 cartas são então distribuídas aos jogadores (2 ou 3) começando da direita do carteador e distribuindo as cartas no sentido anti-horário.
Depois de distribuir as 3 cartas a todos os jogadores, 4 cartas são colocadas no centro da mesa de jogo que funcionará como uma pequena mesa. A cada jogada proceder-se-á ao sorteio ou, se não houver carta igual à da mesa, ao descarte de 1 carta.
No final da rodada, o carteador distribuirá mais três cartas aos jogadores, sempre no sentido anti-horário enquanto o baralho permitir. Quando apenas uma carta permanece na mesa, ela (chamada de última mão) é distribuída ao jogador que fez a última vaza.
As regras permanecem as mesmas mesmo em 4 jogadores, mas se você jogar em equipes, os jogadores da mesma equipe se enfrentam na mesa e cada jogador recebe 4 cartas; caso essas 4 cartas tenham o mesmo valor, elas são colocadas de volta no baralho e o jogador compra outras 4.

## As rodadas
As rodadas têm um número arbitrário (geralmente 3, 5 ou 7 rodadas ..) e são ganhas pelo jogador que marcar primeiro 41 pontos. A primeira rodada, no entanto, não segue esta regra e é ganha:
- Se houver dois jogadores, quem é o primeiro a acumular 20 cartas;
- Se houver 3 jogadores, quem é o primeiro a acumular 13 cartas;
- Se houver 4 jogadores, o jogador da equipe que acumular 10 cartas primeiro.

## Os movimentos

### A captura
A captura de carta é feita emparelhando a carta em sua mão com a da mesa. Por exemplo, se houver um dois na mão e na mesa 2-9-10-11, o jogador levará o 2 da mesa. A carta jogada e a que foi adquirida (ou adquirida se for feita uma mistura) são colocadas de lado e constituem a pilha de cartas (daí a pontuação) do jogador.

#### Sequência de captura das cartas
As cartas são capturadas em sequência, quando possível, sempre da de menor para a de maior valor: 
- 1, 2, 3, 4, 5, 6, 7, 10, 11, 12 (baralho espanhol)
- Ás, 2, 3, 4, 5, 6, 7, Valete, Cavalo, Rei (baralho italiano)

### Os anúncios
Os anúncios ajudam a aumentar a pontuação e são comunicados:
- antes de jogar sua carta, no caso de Ronda ou Tringa
- durante a jogada, no caso de uma Missa, Bouahed, Bkhamsa ou Baachra

#### RondaeTringa
Se antes de jogar uma carta sobre a mesa houver 2 cartas do mesmo valor na mão, Ronda pode ser anunciada. Nesse caso, o jogador que fez o anúncio receberá um ponto.
Se antes de jogar uma carta houver 3 cartas do mesmo valor na mão, a Tringa é anunciada e o jogador receberá três pontos.
Ronda e Tringa devem ser anunciados antes de jogar uma carta para descartá-la ou fazer uma captura. Se dois ou mais jogadores anunciarem simultaneamente tringa ou ronda, o ponto será atribuído ao par / três do mesmo tipo com o valor mais elevado (em caso de empate ambos receberão o ponto).

#### Missa
Com este tipo de vaza também é possível retirar da mesa as cartas consecutivas àquela com que foi feita a vaza. Por exemplo, se você tem um 2 em sua mão e na mesa 2-3-4-9, o jogador pode incluir em sua mão o 2, 3 e 4 da mesa.
Este movimento é chamado de missa e adiciona um ponto ao jogador (além dos retirados da mesa).

#### Bouahed,BkhamsaeBaachra
Quando um jogador joga uma carta de um valor (por exemplo 7) e o próximo jogador joga uma carta do mesmo valor, o último executa um Bouahed (ou Darba).
Se um terceiro joga outra carta do mesmo valor, ele executa um Bkhamsa.
Se o quarto jogador também joga outra carta do mesmo valor, ele executa um Baachra.
O Bouahed vale 1 ponto, o Bkhamsa 5 pontos enquanto o Baachra vale 10 pontos.

## Última mão
A última carta em jogo, conforme mencionado, é dada a quem fez a última vaza, este receberá 5 pontos extras (seja qual for a carta da mesa).
Se este for o carteador, se a última carta da mesa for:
- um rei receberá 5 pontos
- um ás não receberá pontos extras, os outros jogadores receberão 5 pontos extras cada.

## Acessórios utilizados
Cada carta capturada equivale a 1 um ponto. Porém os demais pontos obtidos (anúncios e de última mão) são marcados de outra forma. No Norte da África costuma-se usar os seguintes objetos:
|                                                                                     | quantidade | valor por unidade |
| predrinhas, tampinhas metálicas de garrafa ou papéis dobrados em forma de triângulo | 8          | 1 ponto           |
| gravetos finos, pedaços de canudos plásticos ou papéis dobrados em forma de cigarro | 6          | 5 pontos          |

No lugar dos objetos listados acima pode-se também usar fichas plásticas coloridas (em duas cores para diferenciar o valor dos pontos) ou fichas de poker (nos valores de 1 e 5).